# Désordres (film, 2022)
Pour les articles homonymes, voir Désordre.
Pour plus de détails, voir Fiche technique et Distribution.
Désordres (titre original : Unrueh) est un film suisse de Cyril Schäublin sorti en 2022. Le film a été montré en première mondiale le 14 février 2022 à la Berlinale dans la section Rencontres, où il a reçu le prix du meilleur réalisateur. Le mot allemand Unrueh désigne le balancier, la pièce d'horlogerie dont l'héroïne est spécialiste, et signifie également « agitation ».

## Synopsis
En Russie, années 1870, des femmes de la bonne société posent pour une photo. Elles parlent de leur cousin Pierre Kropotkine, qui s'est rendu dans le Jura suisse, où il a rencontré des anarchistes. Elles discutent du communisme, de l'anarchisme et des différences entre les deux idéologies, et l'une d'elles se demande qui, de l'anarchisme ou du nationalisme, l'emportera.  
Saint-Imier, Suisse, vers 1877. L'industrie horlogère en est encore à ses débuts. Le capitalisme s'installe, et avec lui, une nouvelle notion du temps. Cependant, l'horlogerie est bouleversée par de nouvelles évolutions techniques. L'ouvrière Joséphine Gräbli est régleuse, elle pose et règle les balanciers qui oscillent à l'intérieur des montres mécaniques. Dans une conjoncture difficile, les ouvrières sont mises sous pression pour augmenter leurs cadences. Les contremaîtres chronomètrent leurs mouvements et réorganisent le travail pour augmenter la productivité. Les ouvrières résistent en ralentissant leurs gestes pendant les chronométrages. 
Le temps devient une obsession dans la commune. Les policiers règlent les horloges, mais il y a 4 temps différents, le temps de la commune, le temps de la fabrique, le temps de la gare et le temps de l'église, ce qui complique parfois la tâche des ouvrières lorsqu'elles essaient d'arriver à l'heure à leur travail.  
En tant que femme célibataire, Joséphine est exclue de l'assurance maladie de l'entreprise, elle se tourne donc vers une assurance gérée par les mouvements anarchistes. Elle rencontre Pierre Kropotkine, qui réalise une nouvelle carte de la région. La jeune femme s'implique dans le mouvement local des horlogers anarchistes, qui est en contact avec le mouvement ouvrier international. 
Les anarchistes organisent une tombola pour aider des ouvriers en grève en Europe ou aux États-Unis. Pendant ce temps, la direction de l'usine et les autorités municipales organisent une autre tombola pour financer une reconstitution patriotique de la bataille de Morat. A l'ancien hymne national suisse Ô monts indépendants répond un chant anarchiste "les ouvriers n'ont pas de patrie". Lors des élections (auxquelles les femmes et les hommes n'ayant pas payé leurs impôts ne peuvent pas participer), le directeur de l'usine Roulet est élu au Grand Conseil du canton de Berne. Il reçoit un officiel italien qui demande l'extradition d'un anarchiste italien, et déplore que les autorités suisses tolèrent que le Jura suisse serve de base arrière à des mouvements anarchistes qui y impriment leur presse qui est ensuite diffusée à l'internationale. 
Joséphine est finalement licenciée, avec trois autres ouvrières, en raison de son appartenance au mouvement anarchiste. Elle part avec Pierre Kropotkine en direction de Tavannes.  

## Fiche technique
- Titre : Désordres
- Titre original : Unrueh
- Réalisation : Cyril Schäublin
- Scénario : Cyril Schäublin
- Photographie : Silvan Hillmann
- Musique : Li Tavor
- Costumes : Linda Harper
- Décors : Jimena Cugat
- Maquillage : Jean Cotter

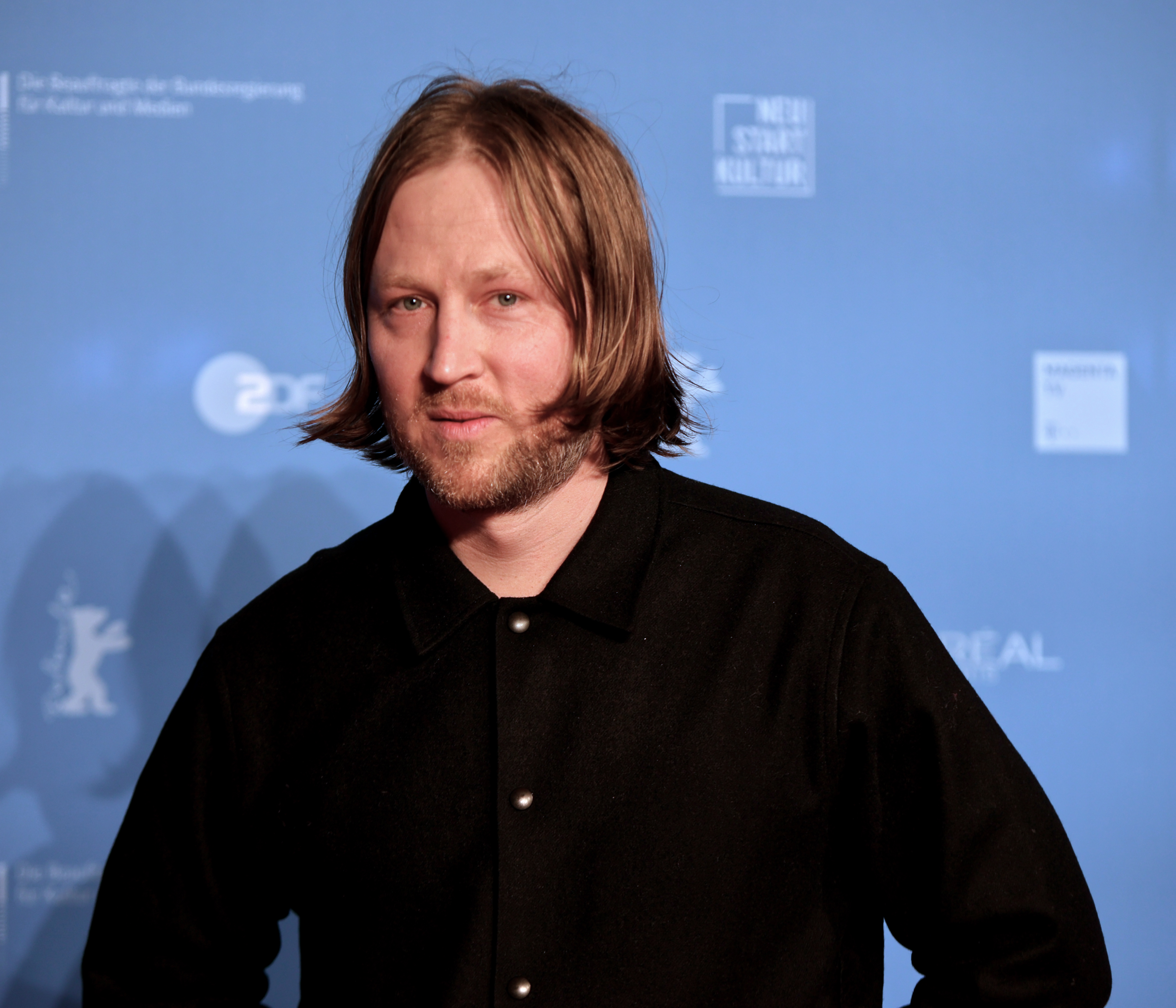
Cyril Schäublin, réalisateur et scénariste du film, Berlinale 2022

- Productrices : Linda Vogel et Michela Pini
- Pays de production :  Suisse
- Langues originales : français, suisse allemand, russe
- Format : couleur
- Genre : drame et historique
- Durée : 93 minutes
- Dates de sortie : Suisse romande : 30 novembre 2022

## Distribution
- Clara Gostynski : Josephine Gräbli
- Alexei Evstratov : Pierre Kropotkine
- Valentin Merz : Roulet, directeur de l'usine
- Nikolai Bosshardt : le termineur Künzli
- Li Tavor : Mila Fuchs
- Monika Stalder : Mireille Paratte
- Helio Thiémard : Claire Gysin

## Production

### Genèse
Le réalisateur dit s'être inspiré de sa famille paternelle, des horlogers du canton de Bâle Campagne. Il dit avoir voulu savoir ce que cela signifie "d'être soumis à la loi des cadences, comme l'avait été ma grand-mère ouvrière. Puis j'ai pensé que cela me permettrait de raconter comment le capitalisme s'est installé chez nous, à travers la mesure du temps et de l’argent."

## Récompenses et nominations
- 2022 : Festival international du film de Berlin
  - Prix du meilleur réalisateur – Cyril Schäublin
  - Nomination pour le Prix du Meilleur Film et le Prix Spécial du Jury dans la section Rencontres
- 2022 : Vienne
  - Prix FIPRESCI
- 2022 : Festival du film de Belfort - Entrevues
  - Sélection officielle[3]
- 2023 : Prix du cinéma suisse
  - Meilleure photographie : Silvan Hillmann[4]